# Тамгалы-Тас
Тамгалы́-Та́с («камни со знаками/писанные камни») — урочище у реки Или в 120 км к северу от города Алма-Аты, где на скалах сохранилось множество петроглифов, изображений таинственных божеств, поздних буддистских надписей. Среди петроглифов выделяют около тысячи скальных изображений, среди которых наиболее известными являются изображения Будды Шакьямуни, Будды Безграничного Света Амитабха и бодхисаттвы Бесконечного Сочувствия Авалокитешвара. Помимо буддистских рисунков и надписей имеется камень с древнетюркскими руническими письменами VIII-IX веков, предположительно оставленные кипчаками. Тамгалы-Тас находится под защитой правительства Казахстана как культурный памятник и является Буддийским храмом под открытым небом о чем свидетельствует табличка при въезде в урочище.

## История
Согласно общепринятой версии надписи были сделаны калмыками на «тодорхой номын бичиг» («ясное литературное письмо»), которое было создано Заей Пандитой Огторгуйном в 1648 году и использовалось более трёх веков монголами-кочевниками, которые высекли образы Будды.
Исследования камней в Тамгалы-Тас начались в конце XIX века. В 1856 году Чокан Валиханов сделал зарисовки местности, в 1899 году монголовед Алексей Позднеев в «Записках» Русского географического общества дал подробное описание надписей и рисунков.
Николай Пантусов, в 1897 году исследовавший местность, писал:
Киргизы, кочующие в этой местности, говорят только, что они из рассказов своих предков знают, что начерченные изображения и надписи на камнях были сделаны калмыками ещё до прихода на эти места киргизов. Кочующие здесь киргизы прибыли сюда лет двадцать тому назад с рек Каратал и Коксу; раньше их здесь жили дулаты, которые ушли в Верненский уезд. О Тамгалы Тас киргизы эти имеют весьма недостаточные сведения. Местность Тамгалы Тас получила своё название уже от киргизов и означает «камень со знаками».
Ренато Сала — итальянский археолог так охарактеризовал это место:
Тамгалы Тас – очень редкий монумент. Это священный храм буддистов, который использовался для молитв и медитации. Похожие на Тамгалы Тас изображения обнаружены в Киргизии, Китае, Индии, Пакистане и на родине буддизма, Тибете.

## Передача в частные руки
14 апреля 2016 года общественная государственная территория урочища Тамгалы-Тас площадью 255 гектаров вдоль реки Или была передана в долгосрочную аренду частной компании (ТОО «Эксим Коммерс Групп»), которая занимается розничной торговлей.